# British Home Championship
British Home Championship (tiếng Ireland: An Comórtas Idirnáisiúnta, tiếng Scot: Hame Internaitional Kemp, tiếng Gael Scotland: Farpais lìg eadar-nàiseanta, tiếng Wales: Pencampwriaeth y Pedair Gwlad) - Cúp Bóng đá Toàn Anh (trong lịch sử còn được gọi là Giải Quốc tế Toàn Anh hoặc chỉ đơn giản là Giải Quốc) là một giải bóng đá diễn ra hàng năm giữa các quốc gia của Vương quốc Anh: Anh, Scotland, Wales, và Bắc Ireland (Bắc Ireland tham dự với tên Ireland trong hầu hết các giải đấu). Mùa giả đầu tiên diễn ra năm 1883-84, đây là giải bóng đá giữa các đội tuyển lâu đời nhất . Giải đấu tồn tại đến năm 1983-84, và bị hủy bỏ sau đó

## Lịch sử
Trận đấu bóng đá quốc tế đầu tiên, giữa Scotland và Anh, diễn ra vào tháng 11 năm 1872. Sau đó, một loạt các trận đấu khác giữa các quốc gia trong Vương quốc được tổ chức. Các trận đấu trên được diễn ra trong khoảng tháng 1-tháng 4 hàng năm. Năm 1884, lần đầu tiên cả sáu trận đấu đều được thi đấu. Từ năm 1884 cho đến Thế chiến thứ nhất, loạt 6 trận trên được diễn ra đều đặn hàng năm 
| Năm  | Anh v Scotland | Scotland v Wales | Anh v Wales | Anh v Ireland | Wales v Ireland | Scotland v Ireland |
| ---- | -------------- | ---------------- | ----------- | ------------- | --------------- | ------------------ |
| 1871 |                |                  |             |               |                 |                    |
| 1872 | Tháng 11       |                  |             |               |                 |                    |
| 1873 | Tháng 3        |                  |             |               |                 |                    |
| 1874 | Tháng 3        |                  |             |               |                 |                    |
| 1875 | Tháng 3        |                  |             |               |                 |                    |
| 1876 | Tháng 3        | Tháng 3          |             |               |                 |                    |
| 1877 | Tháng 3        | Tháng 3          |             |               |                 |                    |
| 1878 | Tháng 3        | Tháng 3          |             |               |                 |                    |
| 1879 | Tháng 4        | Tháng 4          | Tháng 1     |               |                 |                    |
| 1880 | Tháng 3        | Tháng 3          | Tháng 3     |               |                 |                    |
| 1881 | Tháng 3        | Tháng 3          | Tháng 2     |               |                 |                    |
| 1882 | Tháng 3        | Tháng 3          | Tháng 3     | Tháng 2       | Tháng 2         |                    |
| 1883 | Tháng 3        | Tháng 3          | Tháng 2     | Tháng 2       | Tháng 3         |                    |
| 1884 | Tháng 3        | Tháng 3          | Tháng 3     | Tháng 2       | Tháng 2         | Tháng 1            |
| 1885 | Tháng 3        | Tháng 3          | Tháng 3     | Tháng 2       | Tháng 4         | Tháng 3            |

Ban đầu, các trận đấu quốc tế chủ yếu tập trung vào 2 đội/quốc gia, thay vì tổ chức 1 giải đấu nhiều đội (tương tự các môn rugby hay cricket ngày nay). Ý tưởng một "chức vô địch" bắt đầu xuất hiện dần dần trong những năm 1890, với việc một số nhân vật đề nghị sử dụng một bảng đấu giữa các đội tuyển quốc gia, với 2 điểm cho một chiến thắng và 1 điểm cho một trận hòa (như đã từng được sử dụng tại giải đấu của Liên đoàn bóng đá Anh từ năm 1888). Đến năm 1908, có một danh sách "Các nhà vô địch quốc tế" kéo dài đến tận năm 1884 được ghi nhận. Do đó, ngày nay hầu hết các nguồn đều công nhận Cúp Bóng đá Toàn Anh bắt đầu từ năm 1884.
Chức vô địch không có giải thưởng chính thức cho đến năm 1935 (xem bên dưới), khi một chiếc cúp cho "Giải vô địch quốc tế Vương quốc Anh" được tạo ra để vinh danh Vua George V.
Lịch thi đấu khác nhau theo từng năm, nhưng thường là sau khi các giải vô địch quốc gia kết thúc để tránh bị trùng lịch trừ các năm thế chiến giải tổ chức vào trước Giáng sinh. Sự lên ngôi của các giải bóng đá quốc tế khác, đặc biệt là Giải vô địch châu Âu và World Cup, vốn có nhiều đội, giải thưởng lớn, và tầm quan trọng cao hơn, làm cho danh tiếng của giải đấu bị mất dần về sau này, tới mức giải không hơn gì một loạt trận giao hữu.
Tuy nhiên, trước khi bị soán ngôi, giải đấu cũng chứng kiến tầm quan trọng của mình. Kết quả của mùa 1949-50 và 1953-54 xác định đại diện của châu Âu (và Vương quốc Anh) tham dự World Cup các năm 1950 và 1954; Tổng điểm của mùa 1966-67 và 1967-68 xác định đội vào vòng loại thứ hai của Euro 1968.
Cúp bóng đá Toàn Anh kết thúc sau mùa 1983-84. Có một số lý do giải kết thúc, bao gồm bị lu mờ bởi World Cup và Giải vô địch châu Âu, lựong khán giả giảm nghiêm trọng cho tất cả các trận đấu (trừ trận Anh-Scotland, 2 đội mạnh nhất), lịch thi đấu dày đặc (giải vô địch quốc gia cấp câu lạc bộ có nhiều trận hơn khiến cầu thủ không thể tập trung), nạn hooligan gia tăng, Xung đột ở Bắc Ireland khiến một số trận có Bắc Ireland bị hủy bỏ, và mong muốn của đội tuyển Anh được thi đấu với các đội 'mạnh hơn'. Giải đấu chính thức kết thúc khi cả Liên đoàn Bóng đá Anh và Scotland tuyên bố ngưng tham gia vào năm 1984. Chiếc cúp của giải đấu vĩnh viễn thuộc về Hiệp hội bóng đá Bắc Ireland, do Bắc Ireland là đội cuối cùng vô địch giải đấu (mặc dù Bắc Ireland vô địch ít lần nhất).
Giải đấu được thay thế bằng giải Rous Cup nhỏ hơn bắt đầu từ năm 1985, chỉ bao gồm Anh và Scotland, về sau có thêm 1 đội khách mời Nam Mỹ. Tuy vậy, Rous Cup cũng chỉ tồn tại được 5 năm sau đó.
Kể từ đó, có nhiều đề xuất mong muốn phục hưng lại Cúp Bóng đá Toàn Anh, với những lý do bao gồm nạn hooligan giảm, các trận đấu giữa các đội Toàn Anh đã hấp dẫn hơn. 3 hiệp hội Scotland, Wales, Bắc Ireland đều cho thấy sự hứng thú trong việc tổ chức, nhưng Hiệp hội Anh nói không, do lịch thi đấu dày đặc của đội tuyển Anh
Do đó, Hiệp hội bóng đá Scotland, Hiệp hội bóng đá xứ Wales và Hiệp hội bóng đá Bắc Ireland, với Hiệp hội bóng đá Cộng hòa Ireland đã tiến lên và tổ chức một giải đấu tương tự như Giải Bóng đá Toàn Anh. Cup các Quốc gia, giữa Scotland, Wales, Bắc Ireland và Cộng hòa Ireland, đã được ra mắt tại Dublin vào năm 2011. Giải chỉ được tổ chức 1 lần, do lượng khán giả thấp.

## Thể thức và luật

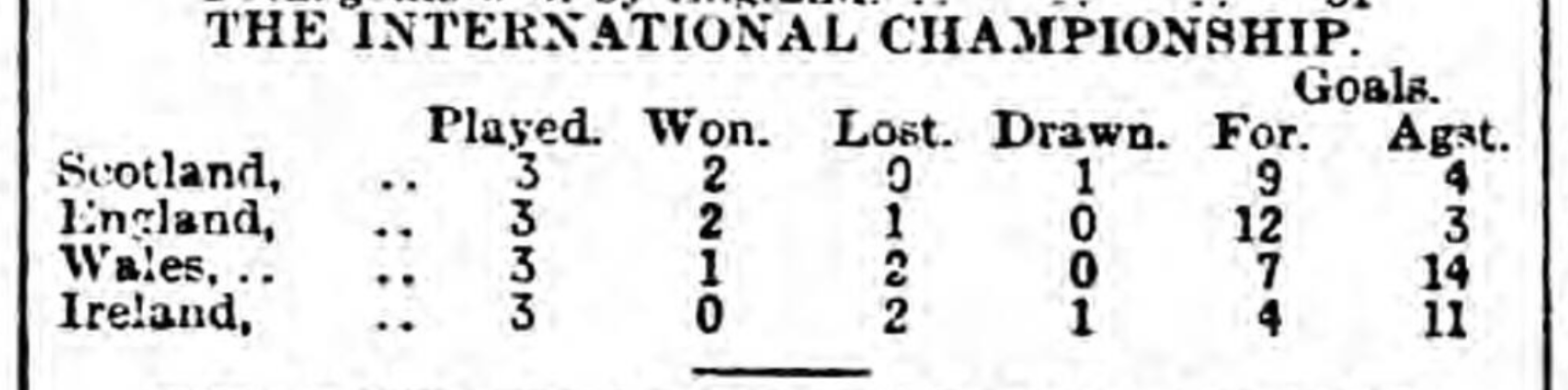
Ví dụ ban đầu về một bảng giải đấu được in cho thấy các vị trí cuối cùng của các đội (Dundee Courier, 1895-96)

Mỗi đội thi đấu với đội khác một lần (1 đội 1 năm sẽ thi đấu 3 trân), với tổng 6 trận trong một mùa giải. Các đội sẽ thi đấu 1 hoặc 2 trận sân nhà. Ở mỗi cặp đấu, lợi thế sân nhà sẽ được luân phiên giữa hai đội (ví dụ Anh thi đấu với Scotland tại sân nhà năm nay thì năm sau Anh sẽ phải thi đấu với Scotland tại sân khách)
Một đội được hai điểm cho một chiến thắng, một cho trận hòa và không có trận thua nào. Kết thúc loạt 6 trận, đội nào nhiều điểm nhất vô địch. Nếu bằng điểm thì các đội được công nhận là đồng hạng, nếu các đội đồng hạng nhất thì được tính là đồng vô địch. Năm 1956, cả bốn đội đều bằng điểm và là mùa duy nhất Cúp Bóng đá Toàn Anh được chia cho 4 đội. Tuy nhiên, kể từ năm 1978 trở đi, tuy nhiên, hiệu số bàn thắng (tổng số bàn thắng trừ tổng số bàn thua), sau đó đến tổng số bàn thắng được sử dụng để phân biệt giữa các đội bằng điểm, loại đi khả năng các đội đồng vô địch.

## Chiếc cúp
Các mùa giải đầu của giải đấu không có chiếc cúp thật. Năm 1935, một chiếc cúp được tạo ra. Nó lần đầu tiên được trao, với tư cách là "Cúp Jubilee", cho Scotland, đội vô địch mùa 1935-36. Chiếc cúp bằng bạc nguyên khối, bao gồm hình một quả bóng với bệ đỡ, đứng trên là một vị thần có cánh. Trên cúp khắc dòng chữ "British International Championship" (Giải vô địch quốc tế toàn Anh).

## Những khoảnh khắc đáng chú ý

### 1902: Bi kịch tại Ibrox
Trận đấu giữa Scotland và Anh vào ngày 5 tháng 4 năm 1902 được biết đến sau này với tên Thảm họa Ibrox năm 1902. Trận đấu diễn ra tại Ibrox Park (nay là Sân vận động Ibrox) ở Glasgow. Trong hiệp một, một phần bức tường sân bị sụp và đè vào khán đài, làm 25 người chết và hơn 500 người bị thương. Trận đấu tạm dừng nhưng thi đấu lai sau 20 phút. Tuy vậy, sau đó trận đấu bị hủy và hai đội đấu lại tại sân Villa Park, Birmingham.

### 1950: Vòng loại World Cup
Cúp bóng đá Toàn Anh mùa 1950 được sử dụng làm vòng loại cho FIFA World Cup 1950, lấy hai đội dẫn đầu. Trước lựot trận cuối, Scotland và Anh chắc chắn giành 2 vị trí dẫn đầu và được dành vé tham dự World Cup. 2 đội còn trận đấu tại sânHampden Park vào ngày 15 tháng 4. Hiệp hội Bóng đá Scotland tuyên bố chỉ tham dự World Cup nếu họ vô địch Cúp, tức họ phải thắng hoặc hòa. Tuy vậy, trong trận đấu cuối cùng họ thua 0-1 trước Anh với bàn thắng của Roy Bentley (đội Chelsea). Mặc cho sự phản đối của các cầu thủ Scotland, Hiệp hội bóng đá nước này tuyên bố rút khỏi World Cup. FIFA không mời đội đứng thứ ba thay thế

### 1967: Scotland trở thành 'nhà Vô địch thế giới không chính thức'
Cúp bóng đá Toàn Anh mùa 1966-67 là loạt trận quốc tế đầu tiên của đội tuyển bóng đá Anh sau khi vô địch World Cup 1966. Anh được dự đoán sẽ dễ dàng vô địch. Kết quả của toàn bộ Cúp phụ thuộc vào trận đấu cuối cùng: Anh với Scotland tại Sân vận động Wembley ở London vào ngày 15 tháng 4. Nếu Anh thắng hoặc hòa, họ sẽ giành cúp; nếu Scotland thắng, Anh mất cúp. Scotland đánh bại đương kim vô địch thế giới 3-2 và giành cúp vô địch. Người hâm mộ Scotland tràn xuống sân ăn mừng ngay sau khi vô địch và tuyên bố mình là đội "vô địch thế giới", do đã đánh bại đội vô địch World Cup. Lời tuyên bố của người Scotland giúp ra đời khái niệm Đội vô địch thế giới bóng đá không chính thức.

### 1981: Kết thúc sớm
Xugn đột ở Bắc Ireland đã ảnh hưởng đến giải đấu ở những mùa trước đây, với việc một số trận đấu sân nhà của Bắc Ireland phải tổ chức ở Liverpool, Anh hoặc Glasgow, Scotland. Toàn bộ mùa 1980-81 được tổ chức vào tháng 5, trùng với cuộc tuyệt thực tại Nhà tù Mê cung. Hại đội Anh và xứ Wales đều từ chối đến Belfast để thi đấu do lo ngại an ninh. Do các đôi không thi đấu đủ, ban tổ chức quyết định kết thúc giải mà không có nhà vô địch. Đó là lần duy nhất trong lịch sử của Giải vô địch, ngoài Thế chiến I và Thế chiến II, không có đội vô địch.

### 1984: Giải đấu cuối cùng
Giải bước tới lần cuối cùng vào năm 1984, với việc Anh và Scotland tuyên bố rằng họ sẽ không tham dự vào mùa sau.. Trận đấu cuối cùng của Cúp Bóng đá Toàn Anh được tổ chức trên sân Hampden Park giữa Scotland và Anh. Xứ Wales và Bắc Ireland đều có 3 điểm sau 3 lượt trận, còn Scotland và Anh đang có 2 điểm sau 2 lượt trận. Do đó đội thắng trong cặp đấu cuối sẽ vô địch. Cuối cùng, trận đấu kết thúc với kết quả hòa 1-1, khiến cả bốn đội đều có 3 điểm. Bắc Ireland vô địch do có hiệu số bàn thắng bại tốt nhất, theo sau là Xứ Wales.

### Tổng số lần vô địch
| Đội                                                   | Tổng số lần vô địch | Không chia với đội khác | Đồng vô địch |
| ----------------------------------------------------- | ------------------- | ----------------------- | ------------ |
| liên_kết=\|viền Anh                                   | 54                  | 34                      | 20           |
| liên_kết=\|viền Scotland                              | 41                  | 24                      | 17           |
| liên_kết=\|viền Wales                                 | 12                  | 7                       | 5            |
| liên_kết=\|viền Ireland · liên_kết=\|viền Bắc Ireland | 8                   | 3                       | 5            |

## Danh sách ghi bàn mọi thời đại
| Cấp | Tên                             | Đội      | Bàn thắng |
| --- | ------------------------------- | -------- | --------- |
| 1   | liên_kết=\|viền Steve Bloomer   | nước Anh | 22        |
| 2   | liên_kết=\|viền Hughie Gallger  | Scotland | 21        |
| 3   | liên_kết=\|viền Greaves         | nước Anh | 16        |
| 4   | liên_kết=\|viền Robert Hamilton | Scotland | 15        |
| 5   | liên_kết=\|viền Vivian Woodward | nước Anh | 14        |
| 6   | liên_kết=\|viền John Charles    | Xứ Wales | 13        |
| 6   | liên_kết=\|viền Andrew Wilson   | Scotland | 13        |
| 8   | liên_kết=\|viền Stan Mortensen  | nước Anh | 9         |
| 8   | liên_kết=\|viền Billy Meredith  | Xứ Wales | 9         |
| 8   | liên_kết=\|viền Grenville       | Xứ Wales | 9         |
| 11  | liên_kết=\|viền Nat Lofthouse   | nước Anh | 8         |